# La spartizione
La spartizione è un romanzo di Piero Chiara pubblicato per la prima volta nella collana Il Tornasole di Mondadori nel marzo 1964. Come in molte opere dello scrittore luinese, le storie dei personaggi coinvolti si intrecciano sullo sfondo di un universo provinciale (il lago Maggiore e in particolare Luino), nel periodo della crescente ondata del fascismo tra fine anni venti e inizio anni trenta. L'elemento autobiografico è molto forte: nato a Luino, Chiara, come il protagonista Emerenziano Paronzini, fece parte dell'amministrazione pubblica in qualità di aiutante di cancelleria a partire dagli anni Trenta. Tanto da premettere al romanzo la seguente precisazione: 
Nell'anno della pubblicazione il libro ha vinto il Premio Selezione Campiello.

## Trama
Emerenziano Paronzini è impiegato presso il Ministero delle finanze, per il quale gira Varesotto e Comasco. Alla fine è trasferito in qualità di vice-capufficio a Luino, sul lago Maggiore. Ferito ai glutei da una scheggia di bomba durante la prima guerra mondiale, preciso e metodico sia nella vita privata sia sul lavoro, il Paronzini ha come scopo principale sposarsi con una donna che lo mantenga, possibilmente non bella e che non possa avere figli. Una domenica durante la messa l'uomo vede in chiesa le sorelle Fortunata, Camilla e Tarsilla Tettamanzi, tre donne mature di 36, 38 e 40 anni, con villa, parco e una considerevole fortuna ereditata dal padre Mansueto Tettamanzi, "patrocinatore legale" con la passione per la scienza e la biologia, morto da poco: "Brutte ciascuna a suo modo di una bruttezza singolare, e consapevoli della ripugnanza che ispiravano agli uomini, avevano tacitamente soppresso l'amore, come se l'avessero seppellito in giardino per nascondere una vergogna. In verità, neppure quando andavano a scuola, e Camilla addirittura all'Università, nessun uomo aveva pensato di farle accorte del loro sesso; né poteva essere diversamente, per quei tre frutti malformati di un matrimonio che era stato di puro interesse, tra il loro padre - una specie di pappagallo con le gambe storte - e la loro madre, mal sortito avanzo di una vecchia famiglia".
Un giorno Paronzini incontra fuori dall'ufficio Tarsilla Tettamanzi, che sta entrando per avere chiarimenti su una richiesta economica dell'erario. L'uomo si offre di dare qualche indicazione sul ricorso e la donna lo invita a casa per un caffè. Da qui il Paronzini inizia a frequentare casa Tettamanzi e dopo qualche tempo chiede a Fortunata di sposarlo. La donna tentenna, poi si convince. Tornato dal viaggio di nozze con la moglie che risulterà, a un controllo medico, "vaginalmente infiammata", il Paronzini nel corso dei mesi inizia a intrattenersi anche con le altre due sorelle (Tarsilla e Camilla), intensificando i rapporti e dedicandosi ogni notte a una sorella diversa, sotto gli occhi orripilati della vecchia serva Teresa che non dorme più e si spella le mani a furia di rosari. Il paese naturalmente intuisce, ma non riesce a sapere con certezza: "Se i luinesi avessero saputo cosa bolliva dietro il muro delle sorelle Tettamanzi, sarebbero saliti sui tetti a guardare nel giardino e dentro le finestre di quella casa, pur di non perdere un particolare di una simile capitolazione. Ma tutto avveniva ancora nel segreto, e ne doveva passare del tempo prima che le cose di casa Tettamanzi corressero sulla bocca di tutti, nelle famiglie, nei caffè, per le strade e, con un'eco incredibile, anche fuori del paese". Paronzini diventa così l'amante di tutte e tre le sorelle, che si dividono le sue attenzioni senza gelosie, fino all'inevitabile crollo fisico dell'attempato amatore. Che muore di infarto e suo malgrado diventa anche un eroe del fascismo.

## Adattamenti cinematografici e teatrali
- La spartizione non rimase a lungo solo sulla carta: nel 1970 Alberto Lattuada adattò il racconto per il grande schermo, cambiando il titolo che divenne Venga a prendere il caffè... da noi, con Ugo Tognazzi come protagonista. Al film partecipò lo stesso Piero Chiara che interpretò un personaggio minore, il ragionier Pozzi. Oltre al titolo Lattuada cambiò il finale: infatti il Paronzini non muore di infarto, ma viene colpito da un ictus e resta invalido sulla sedia a rotelle, amorosamente accudito dalle tre sorelle. Anche il periodo storico venne traslato dall'epoca fascista degli anni 1928-32 agli anni sessanta, perdendo forse alcune perle di comicità, come l'ultima frase che il Paronzini mormora in punto di morte ("fuori la camicia..."), l'imperioso atto di possesso con cui si infilava nel letto delle sue concubine - che nel romanzo viene interpretato per burla dal medico antifascista dottor Raggi come "fuori la camicia nera", cioè l'ultimo desiderio di essere seppellito in orbace. La frase, riportata in paese dal medico, scatena la retorica del regime trasformando il funerale in una sorta di manifestazione littoria, cui le sorelle si prestano volentieri per sviare i sospetti: "Un grande onore. Indossare per l'ultima volta la camicia nera e venir seppellito da vero fascista. Voi dovete garantirmi che la sua volontà sarà rispettata. Intendo telegrafare a Roma... Ma come ha detto? Quali sono state le sue parole precise?" chiedeva il Segretario Politico. "La camicia. Fuori la camicia..." disse Camilla che era ormai rinvenuta del tutto. "Nera" completò energicamente Tarsilla. Camilla si alzò e corse a togliere da un cassettone la camicia nera di Emerenziano con cucite sul petto le mostrine delle campagne militari. La presentò al Segretario Politico e lo invitò ad assistere alla vestizione".[4]

- Il testo venne adattato anche per il teatro. Con il titolo Il trigamo sarà usato da Chiara per la riduzione in due atti realizzata con la collaborazione del regista Aldo Trionfo e che sarà portata in scena nel 1970 dalla Compagnia dei Quattro, con Valeria Moriconi e Gianni Agus nel ruolo del Paronzini.[5] Il testo è stato successivamente portato in scena con grande successo dalla Compagnia Teatro in Mostra con la colonna sonora di Carlo Boccadoro, collaboratore di Moni Ovadia, con la regia e l'adattamento di Marco Filatori. Nel ruolo di Tarsilla Laura Negretti, Fortunata Stefania Apuzzo, Camilla Silvia Ripamonti, Paolino Alessandro Baito, Emerenziano Antonio Grazioli e Mansueto Tettamanzi Franco Maino[6].

## Edizioni
- Piero Chiara, La spartizione, collana Il tornasole, Milano, Mondadori, 1964.
- Piero Chiara, La spartizione, collana Scrittori italiani e stranieri, Milano, Mondadori, 1969.
- Piero Chiara, La spartizione, collana Oscar, introduzione di Carlo Bo, n. 464, Milano, Mondadori, 1974.
- Piero Chiara, La spartizione, in Tutti i romanzi, collana I meridiani, a cura e con un saggio introduttivo di Mauro Novelli, Milano, Mondadori, 2006, ISBN 88-04-52178-3.
- Piero Chiara, La spartizione, collana Oscar classici moderni, n. 215, Milano, Mondadori, 2007, ISBN 978-88-04-56791-2.
- Piero Chiara, La spartizione, collana Oscar classici moderni, a cura di Mauro Novelli, n. 372, Milano, Mondadori, 2007, ISBN 978-88-04-72040-9.